# Hevlínské jezero
Hevlínské jezero je přírodní památka v okrese Znojmo severozápadně od Hevlína. Oblast se nachází na pravé straně komunikace Hevlín—Dyjákovice. Poblíž se nachází současně vodní kanál Krhovice – Hevlín. Důvodem ochrany je mokřad s vodními ploškami a bohatým keřovým patrem, bohatá avifauna. V oblasti se vyskytují také chráněné druhy obojživelníků jako např. kuňka ohnivá (Bombina bombina), či blatnice skvrnitá (Pelobates fuscus) a jedná se i o ptačí rezervaci s hnízdišti.